# 26-и AVN награди
26-ата церемония по връчване на AVN наградите е събитие, на което списание „AVN“ представя своите годишни AVN награди в чест на най-добрите порнографски филми, изпълнители и продукти за възрастни за предходната година в САЩ.
Церемонията по връчване на наградите се състои на 10 януари 2010 г. в Парадайс – предградие на Лас Вегас, САЩ. На нея медийната група „AVN“ представя носителите на награди в рекордния брой от 127 категории относно филмови и други продукти, публикувани в периода между 1 октомври 2007 г. и 30 септември 2008 г. Церемонията е продуцирана от Гари Милър и е излъчена по американската телевизионна мрежа „Showtime“.
Водещи на шоуто по връчване на наградите са порнографските актриси Беладона и Джена Хейз, както и комедийната актриса Теа Видал. Домакини на „червения килим“ преди шоуто са Кърстен Прайс и Дейв Наваро. Трофейни момичета са Сади Уест и Анджелина Армани. Музикален гост на церемонията е рапърът Фло Райда.
Презентаторите на наградите в отделните категории са редица порноактьори, сред които са Бри Олсън (представя наградата за най-добра нова звезда), Лиса Ан, Джеси Джейн, Савана Семсън, Кейдън Крос, Саша Грей, Кацуни и др.
Филмът „Пирати 2: Отмъщението на Стагнети“ печели общо 15 награди (от общо 30 номинации). Джена Хейз печели наградата за изпълнителка на годината. Джесика Дрейк е определена за най-добра актриса за изиграването на ролята си в „Падналият“, а Евън Стоун печели категорията за най-добър актьор с изпълнението си в „Пирати 2: Отмъщението на Стагнети“. Сред носителите на престижни индивидуални награди са и Стоя, която получава приза за най-добра нова звезда, Каталина Крус – за уеб звезда на годината, унгарката Ийв Ейнджъл – определена за чуждестранна изпълнителка на годината, а Джеймс Дийн е обявен за мъж изпълнител на годината.

## Носители на награди
| Категория | Изпълнителка на годината | Най-добра нова звезда | Най-добра актриса | MILF изпълнителка на годината | Чуждестранна изпълнителка на годината |
| --------- | --- | --- | --- | --- | --- |
| Носителка | Джена Хейз | Стоя | Джесика Дрейк „Падналият“ | Лиса Ан | Ийв Ейнджъл · Унгария |
| Номинации | Беладона, Съни Леоне, Джени Хендрикс, Боби Стар, Ребека Линарес, Ашлин Брук, Джеси Джейн, Джианна Майкълс, Кейдън Крос, Съни Лейн, Саша Грей, Алексис Тексас, Мари Лъв, Рокси ДиВайл, Джесика Дрейк | Лекси Бел, Райдър Скай, Джейдън Джеймс, Джанди Лин, Джейми Лангфорд, Тори Блек Миси Стоун, Джейлин Фокс, Ники Джейн, Прия Рай, Дженди Лин, Меган Малоун, Анджелина Валънтайн | Моник Алекзандър, Рокси Дивайл, Саша Грей, Кармен Харт, Джена Хейз, Джена Джеймисън, Джеси Джейн, Савана Семсън, Девън Лий, Кейлани Лей, Мари Маккрей, Бри Олсън, Кърстен Прайс, Джанин Линдемълдър | Джулия Ан, Дарил Хана, Кристал Съмърс, Бренда Джеймс, Франческа Ли, Девън Лий, Пейтън Лий, Амбър Лин, Кели Медисън, Кендра Сикретс, Рейвнес, Нина Хартли, Сиена Уест, Магдалена Ст. Майкълс | Блу Ейнджъл, Пийчес, Рокси Пантер, Бамби, Блек Анджелика, Реджина Айс, Клаудия Роси, Диана Дол, Тара Уайт, Ясмин, Сесилия Вега, Мелиса Лорен, Луна Люкс, Кло Дельор |